# Donna Mills
Donna Mills, nata Donna Jean Miller (Chicago, 11 dicembre 1940), è un'attrice e produttrice televisiva statunitense.

## Biografia
Inizia la carriera televisiva nel 1966 con un ruolo ricorrente nella soap opera The Secret Storm e nello stesso anno a Broadway partecipa alla commedia teatrale di Woody Allen Don't Drink the Water. Debutta sugli schermi  cinematografici l'anno seguente in New York: ore tre - L'ora dei vigliacchi (1967). Nel 1971 ottiene una parte da protagonista nel film Brivido nella notte, diretto da Clint Eastwood.
Nel 1980, Donna Mills ottiene il ruolo di Abby Cunningham nella soap opera California, interpretando il  personaggio fino al 1989, e vincendo per questo ruolo anche tre Soap Opera Digest Awards (1986, 1988 e 1989). In seguito recita in diversi film televisivi, e nella soap opera General Hospital, per la quale vince un Premio Emmy nel 2015.

## Filmografia parziale

### Cinema
- New York: ore tre - L'ora dei vigliacchi (The Incident), regia di Larry Peerce (1967)
- Brivido nella notte (Play Misty for Me), regia di Clint Eastwood (1971)
- In fuga dal nemico (Dangerous Intentions), regia di Michael Toshiyuki (1995)
- Joy, regia di David O. Russell (2015)
- Nope, regia di Jordan Peele (2022)
- Origin, regia di Ava DuVernay (2023)

### Televisione
- The Secret Storm – serie TV, 2 episodi (1966)
- Love Is a Many Splendored Thing – serie TV, 5 episodi (1967-1970)
- Lancer – serie TV, episodio 2x17 (1970)
- Questa sì che è vita (The Good Life) – serie TV, 15 episodi (1971-1972)
- Gunsmoke – serie TV, 2 episodi (1973)
- Thriller – serie TV, 2 episodi (1973-1974)
- Guardate cosa è successo al figlio di Rosemary (Look What's Happened to Rosemary's Baby), regia di Sam O'Steen – film TV (1976)
- Alla conquista dell'Oregon (The Oregon Trail) – serie TV, episodio 1x08 (1977)
- Love Boat (The Love Boat) – serie TV, 3 episodi (1978)
- California (Knots Landing) – serie TV, 236 episodi (1980-1993)
- Giustizia privata - Una madre sotto accusa (In My Daughter's Name), regia di Jud Taylor (1992) – film TV
- Melrose Place – serie TV, 4 episodi (1996-1997)
- Cold Case - Delitti irrisolti (Cold Case) – serie TV, episodio 4x13 (2007)
- General Hospital – serie TV, 31 episodi (2014-2018)
- Dawn - miniserie TV, 3 episodi (2023)
- NCIS - Unità anticrimine (NCIS) – serie TV, episodio 22x03 (2024)

## Doppiatrici italiane
Nelle versioni in italiano delle opere in cui ha recitato, Donna Mills è stata doppiata da:
- Rossella Izzo in California (2ª voce), Doctor Odyssey
- Vittoria Febbi in Brivido nella notte
- Angiola Baggi in California (1ª voce)
- Anna Rita Pasanisi ne Il profumo del potere
- Mirella Pace in Melrose Place
- Micaela Esdra in Cold Case - Delitti irrisolti
- Mirta Pepe in Dawn